# 库尔迪芒什
库尔迪芒什（法語：Courdimanche，法語發音：[kuʁdimɑ̃ʃ] ⓘ）是法国法兰西岛大区瓦兹河谷省的一个市镇，属于蓬图瓦兹区。

## 地理
库尔迪芒什（49°2'4"N, 2°0'5"E）面积5.57 平方千米，位于法国法蘭西島大區瓦兹河谷省，该省份为法国北部内陆省份，北起瓦兹省，西接厄尔省，南至塞纳-圣但尼省、上塞纳省和伊夫林省，东临塞纳-马恩省。
与库尔迪芒什接壤的市镇（或旧市镇、城区）包括：皮瑟蓬图瓦兹、布瓦斯蒙、塞尔吉、默尼库尔、萨日、沃雷阿勒。

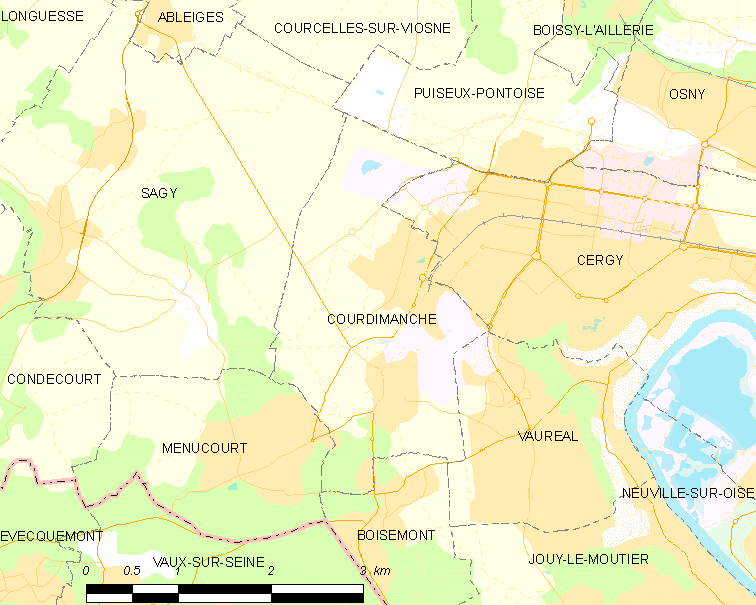
库尔迪芒什的OSM定位图

库尔迪芒什的时区为UTC+01:00、UTC+02:00（夏令时）。

## 行政
库尔迪芒什的邮政编码为95800，INSEE市镇编码为95183。

## 政治
库尔迪芒什所属的省级选区为沃雷阿勒县。

## 人口

1962-2008年间库尔迪芒什人口变化图示

库尔迪芒什于2022年1月1日时的人口数量为7111人。